# Бахрах, Лев Давидович
Лев Давидович Бахрах (22 июля 1921, Ростов-на-Дону — 30 июля 2008, Москва) — советский и российский учёный в области радиофизики, антенн, радиоголографии и оптической обработки информации, лауреат Сталинской премии (1951), Ленинской премии (1961), Государственной премии СССР (1976), премии А. С. Попова АН СССР (1965). Член-корреспондент АН СССР (1966), доктор технических наук, профессор.

## Биография
Сын врача-ортопеда Давида Исааковича Бахраха (1893—?). В 1930 году семья Бахрах переехала из Ростова-на-Дону в Москву, где в 1938 году Лев с отличием окончил среднюю школу и поступил в 1942 году на физфак МГУ. На одном курсе с ним учились многие в будущем крупные учёные: А. Д. Сахаров, Л. А. Вайнштейн, М. Л. Левин и др.
В 1943 году, во время Великой Отечественной войны Л. Д. Бахрах был направлен на обучение в Военно-воздушную академию им. Н. Е. Жуковского. По окончании академии, в марте 1945 года, назначен в НИИ-17 (позже — п/я Минавиапрома СССР, МНИИП, Концерн «Вега»), где с 1957 года длительное время был начальником антенного отдела и главным научным сотрудником этого института.
В конце 1960-х годов Л. Д. Бахрах был признан неформальным главой школы советских антенщиков. Решающая роль в этом признании принадлежала А. Л. Минцу.
Скончался 30 июля 2008 года в Москве. Похоронен на Троекуровском кладбище (участок 7б).

## Вклад в науку
Предложил и развил ряд фундаментальных методов теории антенн: синтез антенн по заданной диаграмме направленности, решение некорректных задач, многозеркальные антенны и адаптивные решётки, в том числе с нелинейным управлением сканированием, методы измерений в «ближней зоне».

## Премии и достижения
- В 1951 за выдающиеся изобретения и коренные усовершенствования методов производственной работы (за создание новой измерительной аппаратуры) была присуждена Сталинская премия третьей степени (50 000 рублей) в номинации «Приборостроение» в группе сотрудников НИИ.
- В 1961 присуждена Ленинская премия в области техники совместно с А. А. Пистолькорсом.
- В 1965 — Премия имени А. С. Попова Академии Наук СССР (совместно с коллективом авторов изданной в 1964 году книги «Сканирующие антенные системы СВЧ»).
- В 1976 — Государственная премия СССР.
- 1971 — орден Трудового Красного Знамени; 1975 — орден «Знак Почёта»; 1990 — орден Ленина, орден Отечественной войны II степени; 2002 — орден Почёта.
- 1996 — медаль «300 лет Российскому флоту»; 1997 — медаль «В память 850-летию Москвы».
- В 1995 году присвоено звание «Заслуженный Соросовский профессор».

## Работы
Всего 6 монографий, около 300 публикаций, 47 патентов.
- Бахрах Л. Д., Галимов Г. К. Зеркальные сканирующие антенны. Теория и методы расчета. М., Наука 1981 г., 300 с.